# Contea di Phelps (Missouri)
La contea di Phelps in inglese Phelps County è una contea dello Stato del Missouri, negli Stati Uniti. La popolazione al censimento del 2000 era di 39 825 abitanti. Il capoluogo di contea è Rolla